# 多佛-福克斯克羅夫特 (緬因州普查規定居民點)
多佛-福克斯克羅夫特（英語：Dover-Foxcroft）是位於美國緬因州皮斯卡特奎斯縣的一個普查規定居民點。

## 人口
根據2020年美國人口普查的數據，多佛-福克斯克羅夫特的面積為22.30平方千米，當中陸地面積為21.71平方千米，而水域面積為0.59平方千米。當地共有人口2776人，而人口密度為每平方千米124.48人。